# 開歌-かいか-
開歌-かいか-（かいか）は、日本の女性アイドルグループ。ジ・ズー所属。所属レーベルはBLUE FOURTH Records。
アルファベット表記は「Kaika」ではなく「Caeca」。アクセントは、標準語の開花（机「つくえ」と同じ）ではなく、開歌（絵画「かいが」と同じ）となる。

## 概要
T-Palette Records（タワーレコード）とFlying Penguin Records（ジ・ズー）の共同プロデュースによる「鮮やかに咲くような歌声を届けること」をコンセプトとするアイドルグループ。定期公演などでは日本の流行歌をアカペラで歌うことが多かったが、2021年7月ごろからは、さまざまなスタイルのオリジナル曲、カバー曲を歌っている。

## 略歴

### 2019年
4月20日、グループ結成を発表。デビュー曲『歌の咲く島』を各配信サイトで配信開始。この時点では元アイドルネッサンスの百岡古宵以外のメンバーは発表されなかった。
5月4日、「開歌-かいか- デビューイベント〜歌の咲く島〜」がAKIBAカルチャーズ劇場にて開催され、全メンバー6人がお披露目。なお、百岡と琴平萌花以外のメンバーは「ふらっぺidolぷろじぇくと」の研修生から選抜。衣装は白を基調とし、本物の押し花を組み合わせたデザインをANREALAGEが担当。
5月5日、タワーレコードの一部店舗でデモCDシングル『歌の咲く島 –蕾盤-』を販売開始。7月16日には初の全国流通盤となる『歌の咲く島 / セミロング』を発売。
7月29日には『ゆびさきに向日葵』、8月31日には『かいかのMUSIC』をDropboxで公開。フリーダウンロードで楽曲を公開することについて、タワーレコード社長・嶺脇育夫は「今はたくさんの方に聴いてもらいたいのでフリーで聴けるようにしている」と説明している。

### 2020年
3月25日、初のミニアルバム『花歌-はなうた-』のCD発売を発表。また、黒を基調とし3色に光る蓄光素材を使った新衣装を、前作のモチーフを継承し引き続きANREALAGEが担当。
4月11日、『ポプラ』のミュージックビデオがYouTubeで公開。また『ポプラ』を含むミニアルバム『花歌-はなうた-』のCDは4月15日に発売予定であったが、新型コロナウイルスの感染状況をふまえて延期され、6月16日に発売。
12月14日、琴平萌花がグループを卒業。

### 2021年
5月4日、二周年記念および百岡古宵卒業ライブ「皐月歌」が開催され、百岡がデザインした新衣装も披露。ライブではオープニングSE『献呈』が新たに公開され、百岡がリードボーカルを務めるカバー曲『Blue Fantasia』と、4人体制での新曲『サン・マナ・パーニャ！』も初披露。
7月24日、定期公演で『Secret Summer』を初披露。また本公演より、ボイスパーカッションとアカペラで過去の名曲を歌うスタイルから、BGM付きでオリジナル曲を披露するスタイルに移行した。以後、毎月の定期公演で新曲を披露している。

### 2022年
2月9日、1stアルバム『折々』発売。メンバー4人がそれぞれプロデュースした楽曲も収録。
5月7日、三周年記念および佐々木亜実卒業ライブ「皐月歌」が開催。
7月23日、ライブイベントで新メンバーオーディションによって選ばれた村上ゆらの加入が発表され、新曲『Time Time』が初披露された。8月28日に開催された「@JAM EXPO 2022」への出演をもって村上ゆらが卒業。
9月16日、オレンジターキーに所属する、開歌-かいか-・セカイシティ・イートインのメンバー再編が行われ、山村伶那がイートインより移籍。山村は10月10日まで両グループを兼任。

### 2023年
1月17日、2ndミニアルバム『日々』発売。
3月25日、「開歌-かいか- 南雲咲楽 卒業公演」が開催。
8月27日、「@ JAM EXPO 2023 supported by UP-T」にて、新メンバーオーディションによって選ばれた髙橋里穂、岩永紗菜子が加入した新体制ステージを初披露。

### 2024年
5月19日、5周年ワンマン・ライヴ「皐月歌」が開催
。
8月20日、3rdミニアルバム『color』発売。

## メンバー

### 現メンバー
| 名前                        | 生年月日               | 愛称       | 備考                                      |
| --------------------------- | ---------------------- | ---------- | ----------------------------------------- |
| 青木 眞歩 あおき まほ       | 2005年5月31日（20歳）  | まほちゃん | 元ふらっぺidolぷろじぇくと研修生（5期生） |
| 渡邉 陽 わたなべ みなみ     | 2005年8月15日（19歳）  | みーこ     | 元ふらっぺidolぷろじぇくと研修生（9期生） |
| 山村 伶那 やまむら れいな   | 2000年8月3日（25歳）   | やまむー   | 2022年9月16日イートインより移籍           |
| 髙橋 里穂 たかはし りほ     | 2003年7月2日（22歳）   | りほちゃん | 2023年8月27日加入                         |
| 岩永 紗菜子 いわなが さなこ | 2005年11月26日（19歳） | さなこー   | 2023年8月27日加入                         |

### 元メンバー
| 名前                      | 生年月日               | 愛称     | 卒業日         | 備考                                      |
| ------------------------- | ---------------------- | -------- | -------------- | ----------------------------------------- |
| 琴平 萌花 ことひら もか   | 2004年12月22日（20歳） | もか     | 2020年12月14日 | フリーディア所属                          |
| 百岡 古宵 ももおか こよい | 2001年4月30日（24歳）  | こよ     | 2021年5月5日   | 元アイドルネッサンス                      |
| 佐々木 亜実 ささき あみ   | 2004年12月8日（20歳）  | あーみん | 2022年5月8日   | 元ふらっぺidolぷろじぇくと研修生（6期生） |
| 村上 ゆら むらかみ ゆら   | 2005年5月16日（20歳）  | ゆらち   | 2022年8月28日  | 2022年7月23日加入                         |
| 南雲 咲楽 なぐも さら     | 2003年12月30日（21歳） | さららん | 2023年3月26日  | 元ふらっぺidolぷろじぇくと研修生（6期生） |

## 作品

### オリジナル曲
| #  | タイトル                 | 作詞                         | 作曲                             | 編曲                             | 備考 |
| -- | ------------------------ | ---------------------------- | -------------------------------- | -------------------------------- | --- |
| 1  | 歌の咲く島               | タカハシヒョウリ             | タカハシヒョウリ                 | サクライケンタ                   | デビュー曲。2019年4月20日公開、6月7日YouTubeでMV公開                                                      |
| 2  | セミロング               | タカハシヒョウリ             | タカハシヒョウリ                 | サクライケンタ                   | 2019年6月28日公開                                                                                         |
| 3  | 星雲少女                 | タカハシヒョウリ             | タカハシヒョウリ                 | タカハシヒョウリ                 | 2019年7月27日YouTubeで公開                                                                                |
| 4  | ゆびさきに向日葵         | タカハシヒョウリ             | タカハシヒョウリ・サクライケンタ | サクライケンタ                   | 2019年7月29日Dropboxで共有開始 8月1日「南波一海のアイドル三十六房」（タワーレコード渋谷店）にてCD-Rを配布 |
| 5  | かいかのMUSIC            | タカハシヒョウリ             | タカハシヒョウリ・サクライケンタ | タカハシヒョウリ・サクライケンタ | 2019年8月31日Dropboxで共有開始、9月5日「南波一海のアイドル三十六房」にてCD-Rを配布                        |
| 6  | さふらん                 | タカハシヒョウリ             | タカハシヒョウリ                 | タカハシヒョウリ                 | 2019年9月8日ライブ会場で初披露、10月5日Dropboxで共有開始                                                  |
| 7  | 赤い靴                   | タカハシヒョウリ             | タカハシヒョウリ                 | タカハシヒョウリ                 | 2019年10月27日ライブ会場で初披露                                                                          |
| 8  | ポプラ                   | タカハシヒョウリ             | タカハシヒョウリ                 | サクライケンタ                   | 2020年2月24日ライブ会場で初披露、4月11日YouTubeでMV公開                                                   |
| 9  | サン・マナ・パーニャ!    | タカハシヒョウリ             | 石崎光・タカハシヒョウリ         | 石崎光                           | 2021年5月4日ライブ会場で初披露、8月26日YouTubeで公開                                                      |
| 10 | Secret Summer            | かわむら（ポップしなないで） | ポップしなないで                 | ポップしなないで                 | 2021年7月24日ライブ会場で初披露                                                                           |
| 11 | 燦然 -さんぜん-          | タカハシヒョウリ             | タカハシヒョウリ                 | 大濱健悟                         | 2021年8月18日ライブ会場で初披露、2022年1月22日YouTubeでMV公開                                             |
| 12 | 灯り                     | ヨシダマサムネ               | miifuu                           | miifuu                           | 2021年9月19日ライブ会場で初披露、佐々木亜実プロデュース楽曲                                               |
| 13 | トランスフォーメイション | 横沢ローラ（オノマトペル）   | 工藤拓人（オノマトペル）         | 工藤拓人（オノマトペル）         | 2021年10月24日ライブ会場で初披露、青木眞歩プロデュース楽曲                                                |
| 14 | くちびるにブリザード     | タカハシヒョウリ             | タカハシヒョウリ                 | 大濱健悟                         | 2021年11月21日ライブ会場で初披露                                                                          |
| 15 | Magic Night              | SaChi（harineko）            | 蓮尾理之（siraph）               | 蓮尾理之（siraph）               | 2021年12月19日ライブ会場で初披露、南雲咲楽プロデュース楽曲                                                |
| 16 | はるかぜ                 | 渡邉陽                       | 藤本藍                           | 野田ダイスケ                     | 2022年1月22日ライブ会場で初披露、渡邉陽プロデュース楽曲、楽曲ディレクターは齊藤州一                       |
| 17 | だれかに会えるなら       | タカハシヒョウリ             | ポップしなないで                 | 大濱健悟・タカハシヒョウリ       | 2022年2月5日YouTubeでMV公開、2月6日ライブ会場で初披露                                                     |
| 18 | ビューティフルデイズ     | タカハシヒョウリ             | タカハシヒョウリ                 | 大濱健悟                         | 2022年4月29日ササキフェス×エクストロメ!!で初披露                                                          |
| 19 | Time Time                | タカハシヒョウリ             | タカハシヒョウリ                 | 大濱健悟                         | 2022年7月23日ライブ会場で初披露                                                                           |
| 20 | 99色のブーケ             | タカハシヒョウリ             | タカハシヒョウリ                 | 大濱健悟                         | 2022年9月4日ライブ会場で初披露、2022年12月24日先行配信                                                    |
| 21 | シリウスにマフラー       | かわむら（ポップしなないで） | ポップしなないで                 | ポップしなないで                 | 2022年10月16日ライブ会場で初披露                                                                          |
| 22 | 春は絆創膏               | 瀬名航                       | 瀬名航                           | 瀬名航                           | 2022年11月6日ライブ会場で初披露                                                                           |
| 23 | 青い花の名               | 折花徒                       | 折花徒                           | 折花徒                           | 2022年12月4日ライブ会場で初披露                                                                           |
| 24 | TOWER                    | タカハシヒョウリ             | タカハシヒョウリ                 | スタジオローサ                   | 2023年5月20日ライブ会場で初披露                                                                           |
| 25 | 超明快自分自身           | タカハシヒョウリ             | Dr.Usui・タカハシヒョウリ        | Dr.Usui                          | 2023年7月15日ライブ会場で初披露                                                                           |
| 26 | グランドマーチ           | 塩入冬湖（FINLANDS）         | 塩入冬湖（FINLANDS）             | FINLANDS                         | 2023年10月22日ライブ会場で初披露                                                                          |
| 27 | Pl（r）ayer              | New K                        | New K                            | New K                            | 2023年12月2日ライブ会場で初披露                                                                           |
| 28 | 宝石ディスコ             | かわむら（ポップしなないで） | ポップしなないで                 | ポップしなないで                 | 2024年1月21日ライブ会場で初披露                                                                           |
| 27 | ねぇI Know               | タカハシヒョウリ             | タカハシヒョウリ                 |                                  | 2024年5月19日ライブ会場で初披露                                                                           |

### 参加作品
miifuu サウンドプロデュースプロジェクト
- 『夜のたゆたう feat.佐々木亜実（開歌-かいか-）』（2021年8月8日）

YouTube、配信楽曲として佐々木亜実が参加。

## メディア出演

### テレビ
- 熱波（2019年7月18日、テレビ埼玉）[54]
- MIRAI系アイドルTV（2019年11月6日、TOKYO MX）[55]
- TOKYO IDOL FESTIVAL 2020 #4 「密着!!スペシャルドキュメンタリー」（2020年11月8日、フジテレビNEXT）[56]
- @JAM ONLINE FESTIVAL 2020 Futureステージ 完全版スペシャル!! DAY2（2020年12月11日、日テレプラス）[57]
- 生放送だよ！アイドルお宝くじ（2022年3月17日、テレ朝チャンネル1）[58]

### ラジオ
- 松原友希のアフタースクールらじお（2017年7月 - 、百岡古宵、IBC岩手放送）卒業後も一人で出演
  - ゆき＆こよいのアフらじ予習タイム（2019年9月20日 - 2020年3月27日 、レギュラー：百岡古宵、IBC岩手放送）
- Music Spice!（2019年7月17日 、レギュラー：2020年4月7日[59] - 2021年9月28日[60]、2021年7月29日、FM FUJI）
- IBCまつり｢水越かおるのすっぴん土曜日｣（2019年9月14日、百岡古宵、IBC岩手放送）
- 60TRY部（2019年11月8日 、南雲咲楽・青木眞歩、ラジオ日本）[61]
- A&Gサタデーライブ！スペシャル（2019年11月23日 、インターネットラジオ超!A&G+）
- 太田英明のMUSIC NEO（2020年7月7日 、南雲咲楽・渡邉陽、文化放送）[62]
- Loco Spirits!（2021年7月23日、南雲咲楽、FMヨコハマ）[63]

### 雑誌・写真集
- フォトテクニックデジタル 連載「髪は短し 恋せよ乙女」No.20（2021年2月号、青木眞歩、撮影：青山裕企、玄光社）[64]
- IDOL FILE Vol.21 Morning Routine（2021年4月9日、百岡古宵、シンコーミュージック・エンタテイメント）[65]
- 青山裕企 87th 写真集『髪は短し 恋せよ乙女』（2021年4月16日、青木眞歩、二見書房）[66]
- IDOL FILE Vol.24 LOLITA&GOTHIC（2021年12月10日、南雲咲楽、ロックスエンタテイメント）[67]

### 動画配信サービス
- @JAM応援宣言! @JAM THE WORLD（2020年7月13日、佐々木亜実・南雲咲楽、2021年1月18日 、ミクチャ）
- TIF STUDIO（2020年10月2日、百岡古宵、FOD）
- TOKYO IDOL FESTIVALオンライン2020 楽屋裏配信 DAY１（2020年10月2日、アシスタント：南雲咲楽、ゲスト：青木眞歩・渡邉陽、ニコニコ生放送）
- TIF会場のバックステージから生配信でお届けします！（2020年10月2日、百岡古宵・青木眞歩・渡邉陽、Bitfan CHANNEL）
- ギュウ農フェス応援ソング Arise-それぞれの場所へ- 収録配信（2020年10月18日、百岡古宵、ギュウ農フェス YOUTUBE）

### 公共広告
- #iiiwate “いい岩手”見つけて教えてキャンペーン2020（2020年11月、11月プレゼンター：百岡古宵、岩手県、IBC岩手放送）

### 写真展・写真配信
- 髪は短し 恋せよ乙女（2020年12月26日 - 31日、青木眞歩、撮影：青山裕企、Short Hair Fan Club）
- シリーズ 本日のショートヘア 〜髪は短し 恋せよ乙女〜「髪がふわっと」（2021年2月26日 - 3月9日、青木眞歩、撮影：青山裕企 cakes）
- IDOL FILE Vol.21 Morning Routine PHOTO EXHIBITION（2021年4月9日 - 24日、百岡古宵、梅田ロフト）[68]
- 青山裕企 写真集「髪は短し 恋せよ乙女」出版記念展（2021年4月10日 - 21日、青木眞歩、原宿 FUJIFILM WONDER PHOTO SHOP）[69]
- IDOL FILE Vol.21 Morning Routine PHOTO EXHIBITION（2021年5月12日 - 6月6日、百岡古宵、渋谷ロフト）[68]
- IDOL FILE Vol.24 LOLITA&GOTHIC PHOTO EXHIBITION OSAKA（2021年12月10日 - 24日、南雲咲楽、梅田ロフト）[70]
- IDOL FILE Vol.24 LOLITA&GOTHIC PHOTO EXHIBITION TOKYO（2022年1月11日 - 28日、南雲咲楽、銀座ロフト）[70]

### 映画
- きみといた世界(2024年12月14日公開) - 渡邉陽が宮内役で出演